# Hiroshi Ibusuki
Hiroshi Ibusuki (指宿 洋史, Ibusuki Hiroshi) est un footballeur japonais né le 27 février 1991. Il évolue au poste d'attaquant.

## Biographie
Hiroshi Ibusuki joue en Espagne, en Belgique et au Japon.
Il dispute un match en première division espagnole avec le Séville FC, et six matchs en deuxième division espagnole avec le Gérone FC.
Lors de la saison 2012-2013, il inscrit 11 buts en deuxième division belge avec le club du KAS Eupen. Le 14 octobre 2012, il marque un triplé en championnat, sur la pelouse de Sint-Niklaas.
Lors de la saison 2015, il marque 8 buts en première division japonaise avec l'Albirex Niigata. La même année, il atteint les demi-finales de la Coupe de la Ligue japonaise.